# (1641) Tana
(1641) Tana ist ein Asteroid des Hauptgürtels, der am 25. Juli 1935 vom südafrikanischen Astronomen Cyril V. Jackson am Union-Observatorium (IAU-Code 078) in Johannesburg entdeckt wurde.
Der Asteroid gehört zur Eos-Familie, einer Gruppe von Asteroiden, welche typischerweise große Halbachsen von 2,95 bis 3,1 AE aufweisen, nach innen begrenzt von der Kirkwoodlücke der 7:3-Resonanz mit Jupiter, sowie Bahnneigungen zwischen 8° und 12°. Die Gruppe ist nach dem Asteroiden (221) Eos benannt. Es wird vermutet, dass die Familie vor mehr als einer Milliarde Jahren durch eine Kollision entstanden ist.
(1641) Tana ist nach dem kenianischen Fluss Tana abgeleitet.